# Christoph Gerwers
Christoph Gerwers (* 27. Januar 1963 in Bislich) ist ein deutscher Politiker (CDU). Er war von 2009 bis 2022 hauptamtlicher Bürgermeister der niederrheinischen Stadt Rees und ist seit dem 15. Dezember 2022 Landrat des Kreises Kleve.

## Leben
Sein Abitur machte er 1982 am Konrad-Duden-Gymnasium Wesel, das während seiner dortigen Einschulung noch Staatliches alt- und neusprachliches Gymnasium Wesel hieß und ab 1977 Städtisches Gymnasium Wesel Nord. Danach studierte er Rechtswissenschaft an der Westfälischen Wilhelms-Universität Münster. Sein Erstes Staatsexamen absolvierte er 1988 beim Oberlandesgericht Hamm, sein Zweites Staatsexamen 1991 beim Landesjustizprüfungsamt. Von 1991 bis 1992 war er Referent für Wasserrecht beim Bundesverband der deutschen Gas- und Wasserwirtschaft in Bonn, anschließend Leiter des Rechts- und Ordnungsamtes der Stadt Willich, dazu zusätzlich dort ab 1995 Leiter des Dezernates für Schule und Sport. Ab 1997 war er in Willich Beigeordneter für Jugend/Soziales, Schule/Sport/Kultur und Einwohner/Ordnung. In dieser Position wurde er 2005 wiedergewählt. Ab Juli 2008 bis Oktober 2009 war er Erster Beigeordneter. Parallel zu seiner Juristenausbildung und seiner Tätigkeit in Willich war er von 1989 bis 1998 Stadtrat in Wesel.
Ehrenamtlich war Christoph Gerwers von 2001 bis 2010 1. Vorsitzender des DRK, Ortsverband Willich sowie seit 2007 Mitglied im Beirat des Katharinen-Hospitals Willich.
Er ist verheiratet und hat einen Sohn und eine Tochter.

## Bürgermeister
Seit dem 21. Oktober 2009 war Christoph Gerwers als Nachfolger des nicht mehr angetretenen Bruno Ketteler hauptamtlicher Bürgermeister von Rees. Bei der Bürgermeisterwahl 2009 war er mit 54,85 Prozent der gültigen Stimmen bei einer Wahlbeteiligung von 52,30 Prozent gewählt worden, bei der Bürgermeisterwahl 2015 wurde Christoph Gerwers mit 66,6 Prozent der gültigen Stimmen wiedergewählt und 2020 mit 59,54 Prozent der gültigen Stimmen.

## Landrat
Gerwers kandidierte für die Position des Landrats des Kreises Kleve für die Neuwahl am 27. November 2022. Diese wurde erforderlich durch den Eintritt der Landrätin Silke Gorißen in die Landesregierung NRW als Ministerin für Landwirtschaft und Verbraucherschutz. Im ersten Wahlgang holte er 45,02 Prozent der gültigen Stimmen. In der Stichwahl am 11. Dezember gewann er mit 62,31 Prozent der gültigen Stimmen. Die Arbeit als Landrat nahm er am 15. Dezember 2022 auf.

## Engagement
Im Rahmen seiner Bürgermeistertätigkeit war Christoph Gerwers in verschiedenen Gremien tätig. So war er unter anderem Aufsichtsratsvorsitzender und Mitglied der Gesellschafterversammlung der Stadtwerke Rees, Betriebsleiter des Reeser Bauhofs und der städtischen Abwasserbetriebe, Vorsitzender der Gesellschafterversammlung der Stadtentwicklungsgesellschaft (SEG) Rees, Mitglied im Regionalbeirat Rhein-Ruhr und im Kommunalbeirat der Westenergie und stellvertretender Verbandsvorsteher des Wasserversorgungsverbandes Wittenhorst.
Darüber hinaus ist Christoph Gerwers seit Juni 2020 Vorsitzender des Ausschusses für Bildung, Sport und Kultur des Deutschen Städte- und Gemeindebundes, Vorsitzender des Ausschusses für Schule, Kultur und Sport des Städte- und Gemeindebundes Nordrhein-Westfalens sowie Mitglied des Euregio-Rates der Euregio Rhein-Waal.
Er ist Vorsitzender des Vorstandes der Koenraad-Bosman-Stiftung, Vorsitzender der Gesellschafterversammlung der Jugendstiftung Rees und Vorsitzender der Ortsgruppe Rees des Volksbundes Deutsche Kriegsgräberfürsorge.